# Paredón 2.ª Sección
Paredón 2.ª Sección es una localidad del municipio de Huimanguillo ubicado en la subregión de la Chontalpa del estado mexicano de Tabasco.

## Geografía
La localidad de Paredón 2.ª Sección se sitúa en las coordenadas geográficas 17°42′56″N 93°24′04″O / 17.715556, -93.401111, a una elevación de 27 metros sobre el nivel del mar.

## Demografía
Según el Conteo de Población y Vivienda 2020, efectuado por el Instituto Nacional de Estadística y Geografía, la localidad de Paredón 2.ª Sección tiene 412 habitantes, de los cuales 201 son del sexo masculino y 211 del sexo femenino. Su tasa de fecundidad es de 2.69 hijos por mujer y tiene 106 viviendas particulares habitadas.
| Gráfica de evolución demográfica de Paredón 2.ª Sección entre 1980 y 2020 |
|                                                                           |
| INEGI.                                                                    |